# Ieperstraat (Brugge)
De Ieperstraat is een steeg in het centrum van Brugge.

## Beschrijving
Op de hoek van het Kraanplein stond, minstens vanaf de 14de eeuw, de herberg Yper, net tegenover de kraan die goederen uit schepen laadde en loste. Een drukke plek derhalve, waar vele klanten het café bezochten.
Een document uit begin 16de eeuw vermeldt: herberghe Ypre, beneden de Cranebrugge op den houc van het straetkin dat gaat ter Corduanierstraete.
De korte steeg liep (en loopt nog steeds) van de Kraanplaats naar de Cordoeaniersstraat.